# قابیرشاقتی
قابیرشاقتی (قزاقی: Қабыршақты) یک دریاچه در استان اولیتاو کشور قزاقستان است.